# 東京新大学野球連盟
東京新大学野球連盟（とうきょうしんだいがくやきゅうれんめい、英語表記はNEW TOKYO UNIVERSITY BASEBALL LEAGUE）は、主に東京近隣地域に所在する大学の硬式野球部で構成された大学野球リーグである。全日本大学野球連盟の傘下団体でもある。

## 略史
1946年の学制改革を受けて、翌年に全国新制大学野球連盟が発足した。これにより東京近郊の新制大学の硬式野球部はこの新制大学野球連盟の下で文科系・理工系・医薬系の3系統のリーグに分かれて運営を開始した。当時はまだ現在のような連盟組織での運営は行なわれていなかった。
1950年から1951年にかけて文科系（6校）・理工系（7校）の中から有力校5校（学習院大学、青山学院大学、成蹊大学、武蔵工業大学、芝浦工業大学）が東都大学野球連盟に移籍し、残った学校と新規加盟校の11校により1951年に東京都新制大学野球連盟を発足させる。
1952年には旧制大学連盟による全国大学野球連盟と全国新制大学野球連盟の合併と発展的解消により全日本大学野球連盟が誕生した。この時点で関東・甲信越地方には東京六大学野球連盟、東都大学野球連盟、東京都新制大学野球連盟、神奈川県下六大学野球連盟が存在していたが、同年から開始した全日本大学野球選手権大会の代表枠においては東京六大学リーグと東都大学リーグ以外は全て関東地区（東京都新制、神奈川、北関東地区・甲信越地区）として編成され代表決定戦を行う方法が採られた。
東京都新制大学野球連盟の発足以後も新加盟校がある一方で有力校の東都リーグへの移籍が相次ぎ、明治学院大学を始めにその後に加盟した有力校の日本体育大学、成城大学も東都に移籍するにいたり、1958年に組織強化を図ることを目的に12校により新たに東京新大学野球連盟を発足した。

## 沿革
※関連団体についても併記

### 東京新大学野球連盟発足以前
- 1946年 - 学制改革が実施。
- 1947年 - 全国大学野球連盟と全国新制大学野球連盟が発足。理工科系リーグ（芝浦工業大学、武蔵工業大学、東京理科大学、東京電機大学、東京農工大学、東京都立大学、久我山大学（1950年に閉校）の7校）・文科系リーグ（学習院大学、青山学院大学、明治学院大学、成蹊大学、東京外国語大学、善隣大学（1950年に閉校）の6校）・医歯薬科系リーグ（東京薬科大学、日本歯科大学、東京歯科大学ら数校）の3リーグを編成。
- 1950年 - 医歯薬科系リーグがなくなり、歯科系4校（東京歯科大学、日本歯科大学、日本大学歯学部、東京医科歯科大学） は独立し東京歯科大リーグを結成。電気通信大学・工学院大学が理工科系リーグに加盟。学習院大学が東都リーグに移籍。
- 1951年 - 青山学院大学、成蹊大学、芝浦工業大学が東都リーグに移籍。また東都側の受け入れ数の都合で武蔵工業大学と明治学院大学とが決定戦を戦い、勝利した武蔵工業大学が東都リーグに移籍。以上の脱退により11校（工学院大学、国際短期大学（途中脱退）、高千穂商科大学（現在の高千穂大学）、電気通信大学、東京外国語大学、東京学芸大学、東京経済大学、東京電機大学、東京都立大学、東京理科大学、日本大学農獣医学部（現在の日本大学生物資源科学部）により東京都新制大学野球連盟を1部2部制で発足。同年秋季から東京薬科大学が加盟し、同時に紅陵大学（現在の拓殖大学）が東都リーグを脱退したことで明治学院大学の東都リーグへの加盟が実現。
- 1952年 - 日本体育大学が加盟。全国大学野球連盟と全国新制大学野球連盟が合併し全日本大学野球連盟が発足。東京六大学リーグと東都大学リーグ以外は全て関東地区として編成される。翌年までに東部地区と改称。全日本大学野球選手権が開始。
- 1954年 - 成城大学、東京農工大学が加盟。
- 1954年 - 東京水産大学（現在の東京海洋大学）が神奈川大学野球連盟から移籍。

### 東京新大学野球連盟発足後
- 1958年 - 日本体育大学、成城大学が東都大学野球連盟へ移籍し、残存した大学で新たに東京新大学野球連盟を発足。
- 1965年 - 全日本大学野球選手権大会の代表枠再編にともない連盟単独の出場権を獲得。
- 1970年 - 秋から明治神宮野球大会が開始。日大農獣医学部が連盟代表として出場。
- 1972年 - 明治神宮野球大会の代表枠再編にともない、秋季の代表枠が関東地区2連盟（東部地区、東京新）に編入。
- 1973年 - 明治神宮野球大会の代表枠再編にともない、秋季の代表枠が関東地区4連盟（東部地区、東京新、首都、神奈川）に編入。
- 1980年 - 明治神宮野球大会の代表枠再編にともない連盟代表の出場権は隔年に変更。同年は本連盟代表が出場。
- 1986年 - 全日本大学野球選手権大会において、流通経済大学が連盟代表として初の準優勝。
- 1991年 - 明治神宮野球大会において、流通経済大学が連盟代表として初の準優勝。
- 1992年 - 年末に連盟創立40周年記念事業として20校参加によるトーナメント大会を開催。
- 2002年 - 年末に連盟創立50周年記念事業として21校参加によるトーナメント大会等を開催。
- 2005年 - 明治神宮野球大会の代表枠再編にともない秋季の代表枠が関東地区5連盟（関甲新、千葉県、東京新、首都、神奈川）に編入。
- 2015年 - 全日本大学野球選手権大会において、流通経済大学が連盟代表として2回目の準優勝。
- 2020年 - 新型コロナウイルスの影響で春季リーグ戦は中止。秋季は1部リーグ戦のみ実施。2部以下は交流トーナメント大会を開催。
- 2024年 - 明治神宮野球大会において、創価大学が連盟代表として2回目の準優勝。

## チーム数の変遷
| 年・期     | 全チーム数 | 1部 | 2部 | 3部 | 4部 | 備考                                                                       |
| ---------- | ---------- | --- | --- | --- | --- | -------------------------------------------------------------------------- |
| 1958年春季 | 12         | 6   | 6   | -   | -   | 東京新大学野球連盟発足                                                     |
| 1959年春季 | 12         | 6   | 6   | -   | -   | 東京経済大学が脱退、東京商船大学（現在の東京海洋大学）が加盟               |
| 1969年春季 | 14         | 6   | 8   | -   | -   | 桜美林大学、日本工業大学が加盟                                             |
| 1969年秋季 | 13         | 6   | 7   | -   | -   | 桜美林大学が脱退                                                           |
| 1973年     | 14         | 6   | 8   | -   | -   | 創価大学が加盟（加盟が春季・秋季かは不明）                                 |
| 1977年春季 | 15         | 6   | 9   | -   | -   | 国際基督教大学が加盟                                                       |
| 1977年秋季 | 16         | 6   | 10  | -   | -   | 流通経済大学が加盟                                                         |
| 1978年春季 | 16         | 6   | 6   | 4   | -   | 3部リーグ制に移行                                                          |
| 1985年春季 | 17         | 6   | 6   | 5   | -   | 国際商科大学（現在の東京国際大学）が加盟                                   |
| 1987年春季 | 18         | 6   | 6   | 6   | -   | 杏林大学が加盟                                                             |
| 1992年春季 | 20         | 6   | 6   | 6   | 2   | 4部リーグ制に移行 駿河台大学、西東京科学大学（現在の帝京科学大学）が加盟。 |
| 2002年春季 | 21         | 6   | 6   | 6   | 3   | 東京工科大学が加盟                                                         |
| 2003年春季 | 22         | 6   | 6   | 6   | 4   | 淑徳大学国際コミュニケーション学部が加盟                                   |
| 2003年秋季 | 23         | 6   | 6   | 6   | 5   | 共栄大学が加盟                                                             |
| 2004年春季 | 22         | 6   | 6   | 6   | 4   | 東京水産大学と東京商船大学が統合、東京海洋大学として加盟                   |
| 2006年秋季 | 24         | 6   | 6   | 6   | 6   | 筑波学院大学、文京学院大学が加盟                                           |
| 2007年春季 | 23         | 6   | 6   | 6   | 5   | 筑波学院大学が脱退                                                         |
| 2009年秋季 | 24         | 6   | 6   | 6   | 6   | 筑波学院大学が再加盟                                                       |
| 2011年春季 | 23         | 6   | 6   | 6   | 5   | 筑波学院大学が再脱退                                                       |
| 2012年春季 | 24         | 6   | 6   | 6   | 6   | 東洋学園大学が加盟                                                         |
| 2019年春季 | 23         | 6   | 6   | 6   | 5   | 帝京科学大学が脱退                                                         |
| 2024年春季 | 24         | 6   | 6   | 6   | 6   | 日本ウェルネススポーツ大学東京キャンパスが加盟                             |

## 特徴
関東に所在する他の多くのリーグが新規の加盟に消極的な中、新規加盟を今でも積極的に受け入れている連盟となっており、近年も新設大学が加盟している。その結果、連盟単体としてはかつては関東最大だった東都大学野球連盟を上回り、最多の加盟数となっている。
また、以前はあまり注目を集めていなかったが、リーグ内での新興私学勢力の台頭により近年はプロ野球ドラフト会議で指名される選手も多くなっており注目度も高まっている。
2019年現在、全国の連盟で唯一監督・主将の背番号を統一していない。1部リーグでは監督が50、主将が1を付けているチームが比較的多くみられる。

## 運営方法

### 構成
加盟校数の関係から前シーズンの成績を基にした各部6校を基本に1部から4部に分けたブロック運営を行なっている。最上位リーグを1部リーグ、下位リーグを2部と称する。

### 対戦方法
- 春季と秋季にそれぞれリーグ戦を実施。また各シーズン終了後に各部の間で入れ替え戦を実施する。

#### 1部
- 2戦先勝方式総当たりによる勝ち点制。（引き分けは再試合）

#### 2部 - 4部
- 2回戦固定（但し同一カード2戦連続ではなく1回戦総当りを2巡する方法）の総当たりによる勝率制。（引き分けも有効試合）

#### 2戦先勝方式
同一の対戦校に対して先に2勝したチームがその相手校との対戦に勝利したとして対戦を終了する。（1勝1敗の場合は第3戦を行い決着を付ける。）

### 順位決定方法

#### 勝ち点制
- 同一対戦校に勝ち越した場合に勝ち点1を獲得し、勝ち点が多い方が上位。勝ち点が同じ場合は全体の勝率比較によって順位を決定。
- 勝ち点も勝率も同じ場合は、優劣の決定が必要な場合に限り決定戦（プレイオフ）を行なう。
- 決定戦の成績はリーグ戦の成績に加算しない。

#### 勝率制
当該チームの全勝数を引き分け試合を除いた全試合数で割ったもの。その数値が高いチームを上位とする。

### 入れ替え戦
各部のリーグ戦の終了後に上位リーグの最下位校と下位リーグの優勝校との間で対戦を組み、勝者チームを次シーズンの上位リーグの所属とする。（敗者チームは次シーズンは下位リーグ所属となる。）
対戦方法は2戦先勝方式。

## 試合会場
1部はさいたま市岩槻川通公園野球場（やまぶきスタジアム）をメインに首都圏近郊の公営球場で、2部以下は加盟校が所有する球場を回り持ちで使用して試合を実施している。1部リーグはかつて、駒沢公園野球場や神宮第二球場を多く利用していた。（神宮第二球場では入場料を徴収）
1部で近年に使用実績のある球場を以下に記す。
大田スタジアム（主に開幕節、各校最終節）、龍ケ崎市野球場たつのこスタジアム（TOKIWAスタジアム龍ケ崎）、県営大宮球場、飯能市民球場、市営大宮球場など。
試合は原則として同じ球場で1節（最大で3日）の2試合（1節だけ3試合）を開催することになっているが、雨天中止による順延や、引き分けが生じて結果的に所定の3日間の日程でも決着がつかない（消化しきれない）ケースが発生した場合には改めて連盟が指定した公設球場か、日程・会場使用の工面がつかない場合は1部であっても加盟校の球場を利用して行う場合もある。また、2000年代初頭までは球場確保の関係から1部リーグは平日に日程が組まれることも多かったが学業面の影響も考慮して原則、週末開催に移行された（春秋ともに開幕週は授業期間前のため例外）。

## 歴代優勝

### 歴代優勝チーム・入れ替え戦の結果
平成以降の成績
- ◎：明治神宮野球大会出場権獲得
- ○：入れ替え戦の勝者
- ●：入れ替え戦の敗者

| 開催年    | 1部優勝                                      | 1部・2部入れ替え戦                           | 1部・2部入れ替え戦                           | 2部・3部入れ替え戦                                | 2部・3部入れ替え戦                           |                                              |                                              |
| 開催年    | 1部優勝                                      | 1部最下位                                    | 2部優勝                                      | 2部最下位                                         | 3部優勝                                      |                                              |                                              |
| --------- | -------------------------------------------- | -------------------------------------------- | -------------------------------------------- | ------------------------------------------------- | -------------------------------------------- | -------------------------------------------- | -------------------------------------------- |
| 1989春    | 流通経済大学                                 | 日本大学農獣医学部○                          | 東京都立大学●                                | 東京水産大学●                                     | 杏林大学○                                    |                                              |                                              |
| 1989秋    | 流通経済大学◎                                | 日本工業大学○                                | 東京国際大学●                                | 電気通信大学●                                     | 東京農工大学○                                |                                              |                                              |
| 1990春    | 創価大学                                     | 日本工業大学●                                | 東京国際大学○                                | 東京外国語大学●                                   | 東京商船大学○                                |                                              |                                              |
| 1990秋    | 創価大学                                     | 東京学芸大学○                                | 杏林大学●                                    | 東京商船大学●                                     | 東京外国語大学○                              |                                              |                                              |
| 1991春    | 東京学芸大学                                 | 東京国際大学○                                | 杏林大学●                                    | 東京外国語大学●                                   | 東京電機大学○                                |                                              |                                              |
| 1991秋    | 流通経済大学◎                                | 日本大学農獣医学部○                          | 東京農工大学●                                | 東京都立大学○                                     | 東京外国語大学●                              |                                              |                                              |
|           |                                              | 1部最下位                                    | 2部優勝                                      | 2部最下位                                         | 3部優勝                                      | 3部・4部入れ替え戦                           | 3部・4部入れ替え戦                           |
| 3部最下位 | 4部優勝                                      | 1部最下位                                    | 2部優勝                                      | 2部最下位                                         | 3部優勝                                      |                                              |                                              |
| 1992春    | 創価大学                                     | 日本大学農獣医学部○                          | 杏林大学●                                    | 東京電機大学●                                     | 国際基督教大学○                              | 東京商船大学●                                | 駿河台大学○                                  |
| 1992秋    | 流通経済大学                                 | 東京国際大学○                                | 日本工業大学●                                | 国際基督教大学●                                   | 駿河台大学○                                  | 東京水産大学●                                | 西東京科学大学○                              |
| 1993春    | 流通経済大学                                 | 東京国際大学○                                | 工学院大学●                                  | 東京都立大学●                                     | 西東京科学大学○                              | 電気通信大学○                                | 東京商船大学●                                |
| 1993秋    | 流通経済大学◎                                | 日本大学農獣医学部○                          | 工学院大学●                                  | 東京農工大学●                                     | 東京理科大学○                                | 国際基督教大学●                              | 東京水産大学○                                |
| 1994春    | 創価大学                                     | 日本大学農獣医学部○                          | 工学院大学●                                  | 東京理科大学○                                     | 東京外国語大学●                              | 東京水産大学●                                | 国際基督教大学○                              |
| 1994秋    | 創価大学                                     | 高千穂商科大学○                              | 工学院大学●                                  | 日本工業大学●                                     | 東京農工大学○                                | 電気通信大学○                                | 東京商船大学●                                |
| 1995春    | 創価大学                                     | 東京国際大学●                                | 工学院大学○                                  | 西東京科学大学●                                   | 東京都立大学○                                | 電気通信大学○                                | 東京商船大学●                                |
| 1995秋    | 創価大学◎                                    | 高千穂商科大学○                              | 杏林大学●                                    | 東京都立大学○                                     | 電気通信大学●                                | 国際基督教大学●                              | 東京水産大学○                                |
| 1996春    | 創価大学                                     | 工学院大学○                                  | 東京国際大学●                                | 東京都立大学●                                     | 東京外国語大学○                              | 帝京科学大学○                                | 東京商船大学●                                |
| 1996秋    | 創価大学                                     | 日本大学生物資源科学部○                      | 杏林大学●                                    | 東京外国語大学●                                   | 日本工業大学○                                | 帝京科学大学○                                | 国際基督教大学●                              |
| 1997春    | 創価大学                                     | 工学院大学●                                  | 日本工業大学○                                | 東京理科大学○                                     | 東京都立大学●                                | 帝京科学大学●                                | 国際基督教大学○                              |
| 1997秋    | 創価大学◎                                    | 日本大学生物資源科学部●                      | 杏林大学○                                    | 駿河台大学○                                       | 東京都立大学●                                | 国際基督教大学●                              | 帝京科学大学○                                |
| 1998春    | 流通経済大学                                 | 杏林大学○                                    | 東京国際大学●                                | 駿河台大学○                                       | 東京都立大学●                                | 東京外国語大学○                              | 東京商船大学●                                |
| 1998秋    | 創価大学                                     | 日本工業大学○                                | 日本大学生物資源科学部●                      | 駿河台大学○                                       | 電気通信大学●                                | 帝京科学大学○                                | 国際基督教大学●                              |
| 1999春    | 流通経済大学                                 | 日本工業大学●                                | 東京国際大学○                                | 日本大学生物資源科学部○                           | 東京都立大学●                                | 帝京科学大学●                                | 東京商船大学○                                |
| 1999秋    | 創価大学◎                                    | 高千穂商科大学○                              | 工学院大学●                                  | 日本大学生物資源科学部●                           | 東京都立大学○                                | 東京商船大学●                                | 帝京科学大学○                                |
| 2000春    | 創価大学                                     | 杏林大学○                                    | 駿河台大学●                                  | 工学院大学●                                       | 日本大学生物資源科学部○                      | 帝京科学大学○                                | 国際基督教大学●                              |
| 2000秋    | 創価大学                                     | 杏林大学○                                    | 日本工業大学●                                | 東京都立大学●                                     | 電気通信大学○                                | 東京水産大学○                                | 国際基督教大学●                              |
| 2001春    | 創価大学                                     | 東京国際大学○                                | 日本工業大学●                                | 東京農工大学●                                     | 工学院大学○                                  | 帝京科学大学●                                | 国際基督教大学○                              |
| 2001秋    | 流通経済大学◎                                | 東京学芸大学○                                | 日本工業大学●                                | 電気通信大学●                                     | 国際基督教大学○                              | 東京外国語大学●                              | 東京商船大学○                                |
| 2002春    | 創価大学                                     | 杏林大学○                                    | 駿河台大学●                                  | 工学院大学●                                       | 東京都立大学○                                | 東京商船大学○                                | 東京外国語大学●                              |
| 2002秋    | 創価大学                                     | 高千穂大学○                                  | 東京都立大学●                                | 国際基督教大学●                                   | 電気通信大学○                                | 東京商船大学○                                | 東京外国語大学●                              |
| 2003春    | 流通経済大学                                 | 杏林大学○                                    | 日本大学生物資源科学部●                      | 電気通信大学○                                     | 東京水産大学●                                | 東京商船大学●                                | 淑徳大学国際コミュニケーション学部○          |
| 2003秋    | 創価大学◎                                    | 杏林大学●                                    | 東京都立大学○                                | 電気通信大学●                                     | 国際基督教大学○                              | 淑徳大学国際コミュニケーション学部○          | 共栄大学●                                    |
| 2004春    | 創価大学                                     | 東京都立大学●                                | 杏林大学○                                    | 国際基督教大学●                                   | 東京農工大学○                                | 電気通信大学（注1）                          | 共栄大学（注1）                              |
| 2004秋    | 創価大学                                     | 杏林大学○                                    | 東京理科大学●                                | 東京都立大学●                                     | 共栄大学○                                    | 国際基督教大学○                              | 東京外国語大学●                              |
| 2005春    | 創価大学                                     | 高千穂大学○                                  | 共栄大学●                                    | 東京農工大学●                                     | 淑徳大学国際コミュニケーション学部○          | 国際基督教大学○                              | 東京外国語大学●                              |
| 2005秋    | 創価大学◎                                    | 東京国際大学●                                | 共栄大学○                                    | 東京理科大学○                                     | 首都大学東京●                                | 東京電機大学●                                | 東京外国語大学○                              |
| 2006春    | 創価大学                                     | 高千穂大学●                                  | 東京国際大学○                                | 東京理科大学●                                     | 首都大学東京○                                | 国際基督教大学●                              | 帝京科学大学○                                |
| 2006秋    | 創価大学                                     | 共栄大学○                                    | 高千穂大学●                                  | 日本工業大学○                                     | 工学院大学●                                  | 東京理科大学○                                | 電気通信大学●                                |
| 2007春    | 創価大学                                     | 東京国際大学○                                | 高千穂大学●                                  | 日本大学生物資源科学部○                           | 東京農工大学●                                | 帝京科学大学●                                | 電気通信大学○                                |
| 2007秋    | 流通経済大学                                 | 杏林大学●                                    | 高千穂大学○                                  | 首都大学東京●                                     | 工学院大学○                                  | 東京海洋大学○                                | 東京工科大学●                                |
| 2008春    | 創価大学                                     | 高千穂大学○                                  | 杏林大学●                                    | 日本工業大学○                                     | 東京農工大学●                                | 電気通信大学○                                | 文教学院大学●                                |
| 2008秋    | 創価大学◎                                    | 高千穂大学○                                  | 杏林大学●                                    | 日本大学生物資源科学部○                           | 首都大学東京●                                | 東京海洋大学●                                | 東京工科大学○                                |
| 2009春    | 創価大学                                     | 共栄大学●                                    | 杏林大学○                                    | 日本工業大学●                                     | 首都大学東京○                                | 東京農工大学○                                | 東京電機大学●                                |
| 2009秋    | 創価大学◎                                    | 高千穂大学●                                  | 共栄大学○                                    | 日本大学生物資源科学部○                           | 東京外国語大学●                              | 東京農工大学○                                | 国際基督教大学●                              |
| 2010春    | 創価大学                                     | 杏林大学●                                    | 高千穂大学○                                  | 淑徳大学国際コミュニケーション学部（注2）         | 日本工業大学（注2）                          | 電気通信大学●                                | 国際基督教大学○                              |
| 2010秋    | 創価大学                                     | 高千穂大学●                                  | 杏林大学○                                    | 日本工業大学●                                     | 東京理科大学○                                | 東京外国語大学○                              | 東京電機大学●                                |
| 2011春    | 東京国際大学                                 | 共栄大学○                                    | 駿河台大学●                                  | 東京理科大学●                                     | 淑徳大学国際コミュニケーション学部○          | 国際基督教大学○                              | 東京電機大学●                                |
| 2011秋    | 創価大学◎                                    | 東京学芸大学○                                | 日本大学生物資源科学部●                      | 駿河台大学（注3）                                 | 東京工科大学（注3）                          | 東京外国語大学○                              | 東京電機大学●                                |
| 2012春    | 創価大学                                     | 東京学芸大学○                                | 高千穂大学●                                  | 東京工科大学●                                     | 駿河台大学○                                  | 東京外国語大学●                              | 東洋学園大学○                                |
| 2012秋    | 創価大学                                     | 東京学芸大学●                                | 高千穂大学○                                  | 工学院大学○                                       | 日本工業大学●                                | 国際基督教大学●                              | 東京外国語大学○                              |
| 2013春    | 創価大学                                     | 高千穂大学●                                  | 東京学芸大学○                                | 工学院大学●                                       | 東洋学園大学○                                | 東京工科大学●                                | 東京電機大学○                                |
| 2013秋    | 創価大学                                     | 東京学芸大学●                                | 高千穂大学○                                  | 東洋学園大学●                                     | 工学院大学○                                  | 東京電機大学○                                | 電気通信大学●                                |
| 2014春    | 創価大学                                     | 杏林大学○                                    | 駿河台大学●                                  | 工学院大学●                                       | 東洋学園大学○                                | 東京理科大学●                                | 電気通信大学○                                |
| 2014秋    | 創価大学◎                                    | 高千穂大学●                                  | 東京学芸大学○                                | 淑徳大学埼玉キャンパス○                           | 電気通信大学●                                | 東京電機大学●                                | 東京理科大学○                                |
| 2015春    | 流通経済大学                                 | 東京学芸大学●                                | 駿河台大学○                                  | 淑徳大学埼玉キャンパス○                           | 電気通信大学●                                | 東京外国語大学○                              | 国際基督教大学●                              |
| 2015秋    | 創価大学                                     | 駿河台大学●                                  | 高千穂大学○                                  | 淑徳大学埼玉キャンパス●                           | 日本工業大学○                                | 電気通信大学○                                | 文京学院大学●                                |
| 2016春    | 共栄大学                                     | 高千穂大学○                                  | 東京学芸大学●                                | 日本工業大学●                                     | 東京理科大学○                                | 東京農工大学●                                | 東京電機大学○                                |
| 2016秋    | 創価大学                                     | 高千穂大学●                                  | 駿河台大学○                                  | 東京理科大学○                                     | 日本工業大学●                                | 淑徳大学埼玉キャンパス●                      | 文京学院大学○                                |
| 2017春    | 共栄大学                                     | 駿河台大学○                                  | 高千穂大学●                                  | 東京理科大学●                                     | 工学院大学○                                  | 東京電機大学●                                | 東京農工大学○                                |
| 2017秋    | 創価大学                                     | 駿河台大学○                                  | 高千穂大学●                                  | 工学院大学●                                       | 文京学院大学○                                | 東京農工大学●                                | 東京電機大学○                                |
| 2018春    | 創価大学                                     | 駿河台大学○                                  | 高千穂大学●                                  | 文京学院大学●                                     | 日本工業大学○                                | 東京電機大学●                                | 淑徳大学埼玉キャンパス○                      |
| 2018秋    | 流通経済大学◎（注4）                         | 駿河台大学●                                  | 東京学芸大学○                                | 日本工業大学○                                     | 工学院大学●                                  | 電気通信大学●                                | 東京農工大学○                                |
| 2019春    | 創価大学                                     | 東京学芸大学○                                | 首都大学東京●                                | 日本工業大学○                                     | 工学院大学●                                  | 文京学院大学○                                | 東京電機大学●                                |
| 2019秋    | 共栄大学                                     | 東京学芸大学●                                | 駿河台大学○                                  | 日本工業大学●                                     | 工学院大学○                                  | 東京農工大学○                                | 東京工科大学●                                |
| 2020春    | 新型コロナウイルス感染症の影響により開催中止 | 新型コロナウイルス感染症の影響により開催中止 | 新型コロナウイルス感染症の影響により開催中止 | 新型コロナウイルス感染症の影響により開催中止      | 新型コロナウイルス感染症の影響により開催中止 | 新型コロナウイルス感染症の影響により開催中止 | 新型コロナウイルス感染症の影響により開催中止 |
| 2020秋    | 創価大学                                     | 駿河台大学（注5）                            | 新型コロナウイルス感染症の影響により開催中止 | 新型コロナウイルス感染症の影響により開催中止      | 新型コロナウイルス感染症の影響により開催中止 | 新型コロナウイルス感染症の影響により開催中止 | 新型コロナウイルス感染症の影響により開催中止 |
| 2021春    | 共栄大学                                     | 杏林大学（注6）                              | 東京学芸大学（注6）                          | 日本大学生物資源科学部（注7） 工学院大学（注7）   | 淑徳大学埼玉キャンパス（注6）                | 東京農工大学（注6）                          | 電気通信大学（注6）                          |
| 開催年    | 1部優勝                                      | 1部・2部入れ替え戦                           | 1部・2部入れ替え戦                           | 2部・3部入れ替え戦                                | 2部・3部入れ替え戦                           | 3部・4部入れ替え戦                           | 3部・4部入れ替え戦                           |
| 開催年    | 1部優勝                                      | 1部出場校                                    | 2部優勝                                      | 2部出場校                                         | 3部優勝                                      | 3部出場校                                    | 4部優勝                                      |
| 2021秋    | 流通経済大学                                 | 杏林大学（6位）○ 東京学芸大学（7位）●        | 東京都立大学●                                | 工学院大学（5位）○ 日本大学生物資源科学部（6位）● | 東京外国語大学●                              | 文京学院大学（5位）○ 東京理科大学（6位）●    | 東京工科大学●                                |
| 開催年    | 1部優勝                                      | 1部・2部入れ替え戦                           | 1部・2部入れ替え戦                           | 2部・3部入れ替え戦                                | 2部・3部入れ替え戦                           | 3部・4部入れ替え戦                           | 3部・4部入れ替え戦                           |
| 開催年    | 1部優勝                                      | 1部最下位                                    | 2部優勝                                      | 2部最下位                                         | 3部優勝                                      | 3部最下位                                    | 4部優勝                                      |
| 2022春    | 流通経済大学                                 | 駿河台大学○                                  | 東洋学園大学●                                | 淑徳大学埼玉キャンパス○                           | 電気通信大学●                                | 東京農工大学●                                | 東京工科大学○                                |
| 2022秋    | 流通経済大学                                 | 杏林大学●                                    | 東京学芸大学○                                | 東京都立大学○                                     | 電気通信大学●                                | 東京外国語大学●                              | 東京海洋大学○                                |
| 2023春    | 創価大学                                     | 駿河台大学●                                  | 杏林大学○                                    | 淑徳大学埼玉キャンパス●                           | 日本大学生物資源科学部○                      | 日本工業大学●                                | 国際基督教大学○                              |
| 2023秋    | 創価大学                                     | 東京学芸大学●                                | 駿河台大学○                                  | 日本大学生物資源科学部●                           | 東京海洋大学○                                | 電気通信大学●（注8）                         | 日本工業大学○（注8）                         |
| 2024春    | 共栄大学                                     | 駿河台大学○                                  | 工学院大学●                                  | 東京海洋大学○                                     | 日本大学生物資源科学部●                      | 日本工業大学●                                | 日本ウェルネススポーツ大学東京キャンパス○    |
| 2024秋    | 創価大学                                     | 駿河台大学○                                  | 東京学芸大学●                                | 東京海洋大学●                                     | 日本ウェルネススポーツ大学東京キャンパス○    | 東京工科大学●                                | 日本工業大学○                                |
| 2025春    | 創価大学                                     | 駿河台大学                                   | 東洋学園大学                                 | 日本ウェルネススポーツ大学東京キャンパス          | 国際基督教大学                               | 東京海洋大学                                 | 東京外国語大学                               |
| 2025秋    |                                              |                                              |                                              |                                                   |                                              |                                              |                                              |

- （注1）：電気通信大学がリーグ戦中に出場停止処分を受け4部へ強制降格。優勝の共栄大学が3部に自動昇格した。
- （注2）：淑徳大学国際コミュニケーション学部がリーグ戦を途中棄権したため3部に降格。優勝の日本工業大学が2部に自動昇格した。
- （注3）：駿河台大学がリーグ戦を全試合棄権したため3部に降格。優勝の東京工科大学が2部に自動昇格した。
- （注4）：明治神宮大会に出場したのはリーグ2位で代表決定戦に出場し、出場権を勝ち取った創価大学。
- （注5）：2部以下のリーグ戦が中止となったため入れ替え戦は行わなかった。
- （注6）：入れ替え戦は行わなかったため降格はなし、各部の優勝チームは自動昇格。
- （注7）：入れ替え戦は行わなかったため単独の最下位を決めず同率で最下位。
- （注8）：電気通信大学が入れ替え戦に出場しなかったため2戦不戦勝により日本工業大学が3部へ昇格。

### リーグ優勝回数
2024秋季リーグ終了時点
1部リーグ
(現在の連盟ができた1958年以降の記録)
| 優勝回数 | 大学 |
| -------- | --- |
| 51       | 創価大学 |
| 33       | 流通経済大学 |
| 17       | 東京学芸大学 |
| 8        | 工学院大学 |
| 5        | 共栄大学 |
| 4        | 東京電機大学 |
| 3        | 高千穂商科大学（現在の高千穂大学）                                                                                     |
| 2        | 東京都立大学 (1949-2011)（現在の東京都立大学 (2020-)） 東京水産大学 日本大学農獣医学部（現在の日本大学生物資源科学部） |
| 1        | 東京経済大学 東京商船大学 日本工業大学 東京国際大学                                                                    |

2部リーグ
(現在の連盟ができた1958年以降の記録)
| 優勝回数 | 大学                                                              |
| -------- | ----------------------------------------------------------------- |
| 16       | 東京都立大学（旧・首都大学東京） 高千穂大学（旧・高千穂商科大学） |
| 15       | 日本工業大学                                                      |
| 12       | 杏林大学                                                          |
| 10       | 工学院大学 日本大学生物資源科学部（旧・日本大学農獣医学部）       |
| 8        | 駿河台大学                                                        |
| 7        | 東京国際大学（旧・国際商科大学）                                  |
| 6        | 東京学芸大学                                                      |
| 5        | 東京理科大学 東京外国語大学                                       |
| 4        | 東京農工大学                                                      |
| 3        | 電気通信大学 共栄大学 東京水産大学                                |
| 2        | 東京電機大学 東京商船大学 東洋学園大学                            |
| 1        | 創価大学 流通経済大学                                             |

3部リーグ
| 優勝回数 | 大学 |
| -------- | --- |
| 11       | 東京農工大学 東京都立大学（旧・東京都立大学→首都大学東京） |
| 9        | 工学院大学 |
| 8        | 電気通信大学 |
| 7        | 東京外国語大学 |
| 6        | 東京電機大学 日本工業大学 |
| 5        | 東京商船大学 |
| 4        | 東京理科大学 国際基督教大学 |
| 3        | 東京水産大学 日本大学生物資源科学部 |
| 2        | 杏林大学 淑徳大学国際コミュニケーション学部（現在の淑徳大学埼玉キャンパス） 駿河台大学 東洋学園大学                                                            |
| 1        | 国際商科大学（現在の東京国際大学） 西東京科学大（現在の帝京科学大学） 共栄大学 東京工科大学 文京学院大学 東京海洋大学 日本ウェルネススポーツ大学東京キャンパス |

4部リーグ
| 優勝回数 | 大学 |
| -------- | --- |
| 11       | 国際基督教大学                                                                                          |
| 8        | 東京電機大学                                                                                            |
| 7        | 東京商船大学 東京外国語大学                                                                             |
| 5        | 東京工科大学 電気通信大学                                                                               |
| 4        | 帝京科学大学（旧・西東京科学大学）                                                                      |
| 3        | 文京学院大学                                                                                            |
| 2        | 東京水産大学 共栄大学 淑徳大学埼玉キャンパス（旧・淑徳大学国際コミュニケーション学部） 東京農工大学     |
| 1        | 駿河台大学 東洋学園大学 東京理科大学 東京海洋大学 日本工業大学 日本ウェルネススポーツ大学東京キャンパス |

### 全国大会成績
※大学選手権＝全日本大学野球選手権大会出場回数、神宮大会＝明治神宮大会出場回数。（大学選手権と神宮大会の実績はリーグ発足以前も含む）
| 学校                                                | 最終出場大会      | 全国大会 合計出場回数 | 大学選手権 | 神宮大会 | 備考                                                                     |
| --------------------------------------------------- | ----------------- | --------------------- | ---------- | -------- | ------------------------------------------------------------------------ |
| 創価大学                                            | 2025年 神宮大会   | 37                    | 25         | 12       | 全日本大学野球選手権大会ベスト4：7回 明治神宮大会準優勝：1回ベスト4：3回 |
| 流通経済大学                                        | 2022年 大学選手権 | 22                    | 14         | 8        | 全日本大学野球選手権大会準優勝：2回 明治神宮大会準優勝：1回              |
| 東京学芸大学                                        | 1991年 大学選手権 | 9                     | 8          | 1        |                                                                          |
| 工学院大学                                          | 1968年 大学選手権 | 3                     | 3          | 0        |                                                                          |
| 共栄大学                                            | 2024年 大学選手権 | 4                     | 4          | 0        |                                                                          |
| 高千穂商科大学 （現在の高千穂大学）                 | 1978年 大学選手権 | 2                     | 2          | 0        |                                                                          |
| 東京国際大学                                        | 2011年 大学選手権 | 1                     | 1          | 0        | 全日本大学野球選手権ベスト4：1回                                         |
| 東京電機大学                                        | 1971年 大学選手権 | 1                     | 1          | 0        |                                                                          |
| 日本大学農獣医学部 （現在の日本大学生物資源科学部） | 1970年 神宮大会   | 1                     | 0          | 1        |                                                                          |
| 東京商船大学                                        | 1969年 大学選手権 | 1                     | 1          | 0        |                                                                          |
| 東京水産大学                                        | 1965年 大学選手権 | 1                     | 1          | 0        |                                                                          |

## 加盟大学
(2024年度秋季リーグ戦後の入れ替え戦後のもの)

### 1部リーグ
- 創価大学
- 流通経済大学
- 共栄大学
- 東京国際大学（旧・国際商科大学、1985年春季より北関東甲信越大学野球連盟から移籍加盟）
- 杏林大学
- 駿河台大学

### 2部リーグ
- 東京学芸大学
- 高千穂大学（旧・高千穂商科大学）
- 東洋学園大学
- 工学院大学
- 東京都立大学（旧・首都大学東京）
- 日本ウェルネススポーツ大学東京キャンパス

### 3部リーグ
- 東京海洋大学
- 日本大学生物資源科学部（旧・日本大学農獣医学部）
- 淑徳大学埼玉キャンパス（旧・淑徳大学国際コミュニケーション学部）
- 文京学院大学
- 国際基督教大学
- 日本工業大学

### 4部リーグ
- 東京工科大学
- 電気通信大学
- 東京外国語大学
- 東京理科大学
- 東京電機大学
- 東京農工大学

### かつて加盟していたことがある大学
（現在の連盟ができた1958年以降に加盟したことがある大学）
- 東京経済大学（1959年、東都大学野球連盟に、1964年、首都大学野球連盟に移籍。）
- 桜美林大学（1969年に加盟するも同年中に脱退。2009年、首都大学野球連盟に加盟。）
- 筑波学院大学（現在の日本国際学園大学）（2006年に加盟するも翌年脱退。2009年に再加盟するも翌年脱退。）
- 帝京科学大学（旧・西東京科学大学時代の1992年に加盟するも、2018年秋限りで脱退。その後、2025年から関甲新学生野球連盟に加盟。）
- 東京水産大学
- 東京商船大学
  - この2校は学校の統合により2004年春季から東京海洋大学として加盟している

## 連盟出身の主なプロ野球選手
- 東京学芸大学卒
  - 栗山英樹 - 元野球日本代表監督、元日本ハム監督、元ヤクルト
  - 加藤武治 - 北海道日本ハムファイターズコーチ　元横浜、　元国士舘大学コーチ

- 創価大学卒
  - 中村隼人 - 元日本ハム、巨人
  - 小谷野栄一 - 阪神コーチ、元オリックスコーチ、元楽天コーチ、元日本ハム、オリックス
  - 梅田浩 - 元巨人
  - 高口隆行 - 創価大学コーチ、元日本ハム、ロッテ、巨人、元オリックスコーチ
  - 八木智哉 - 中日スカウト、元日本ハム、中日
  - 武藤孝司 - 元近鉄
  - 小川泰弘 - ヤクルト
  - 石川柊太 - ソフトバンク
  - 田中正義 - ソフトバンク、日本ハム
  - 池田隆英 - 楽天、日本ハム
  - 萩原哲 - 巨人
  - 門脇誠 - 巨人

- 流通経済大学卒
  - 加藤竜人 - 元日本ハム
  - 神戸拓光 - 元ロッテ
  - 生田目翼 - 日本ハム

- 高千穂大学卒
  - 戸田亮 - 元オリックス
  - 三ツ間卓也 - 元中日

- 東京国際大学卒
  - 伊藤和雄 - 元阪神

- 駿河台大学卒
  - 矢島陽平 - 元巨人育成
  - 樋口正修 - 中日育成

- 共栄大学卒
  - 山中尭之 - オリックス育成